# История почты и почтовых марок Моденского герцогства
История почты и почтовых марок Моденского герцогства соответствует периоду существования независимого Моденского государства в северной части Италии (до конца 1859) и выпуска им собственных почтовых марок.

## Выпуски почтовых марок

### Моденское герцогство
История почты на территории Моденского герцогства, в котором с XIII века правила династия д'Эсте, имела давние традиции. Первые марки Моденского герцогства были выпущены 1 июня 1852 года. Серия, отпечатанная на цветной бумаге в типографии Министерства финансов Модены, состояла из шести миниатюр с надписью итал. «Poste estensi» («Почта Эсте», то есть «герцогская почта») и одинаковым рисунком — гербом Дома Эсте (орёл под герцогской короной) между лавровых ветвей. Марка номиналом в 1 лиру печаталась на бумаге с водяным знаком. Имеются разновидности всех марок.
28 апреля 1859 года небольшая часть герцогства, известная как «Oltreappennino modenese» (Заальпийская Модена), с городами и коммунами Аулла, Кампорджано, Кастельнуово-ди-Гарфаньяна, Каррара, Фивиццано, Фоздиново, Галликано и Масса, была фактически аннексирована Сардинским королевством. Королевским указом от 28 мая на этой территории с 10 июня устанавливались тарифы Сардинского королевства и вводились в обращение сардинские почтовые марки. Несмотря на это тарифы герцогства действовали здесь до 13 июня, а сардинские марки поступили в обращение после 15 июня.

### Моденская провинция
В июне 1859 года, после изгнания герцога, было создано Временное правительство. Марки прежнего выпуска продолжали использоваться в течение короткого времени. В Модене и Реджио они гасились особым штемпелем с гербом Савойской династии в центре и девятью горизонтальными полосами. Марки герцогства были изъяты из обращения 14 октября 1859 года. Однако известны редкие случаи их более позднего использования.
15 октября 1859 года в обращение поступила серия из пяти марок Временного правительства Модены с изображением герба Савойской династии в обрамлении венка из дубовых и лавровых листьев и надписью «Provincie Modenesi. Francobollo» («Моденская провинция. Почтовая марка»); существует большое количество опечаток. Марки печатались в типографии Карло Винченци в Модене. Гашёная марка номиналом в 80 чентезимо встречается довольно редко, известны только 26 писем, франкированных этими марками.
С 1 февраля 1860 года на всей территории Модены в обращение поступили марки Сардинского королевства. 29 февраля моденские марки изъяли из обращения, франкировка ими писем считалась недействительной и облагалась налогом. Однако это правило не везде соблюдалось, известны случаи более позднего использования марок Модены. Так, например, известна марка Временного правительства, погашенная штемпелем от 7 апреля 1860 года. Существуют смешанные франкировки моденскими и сардинскими марками, которые очень редки. Модена была присоединена к Сардинии в марте 1860 года В 1862 году сардинские марки были заменены марками Италии.
В 1906 году с оригинальных печатных форм были изготовлены частные новоделы моденских марок.

### Газетно-налоговые марки
В апреле 1853 года была выпущена газетно-налоговая марка номиналом в 9 чентезимо с буквами «B. G.» («Bollo gazette» — «Газетная марка») перед номиналом. В мае она была переиздана (изменён размер надписи). Подготовленная марка без букв «B. G.» не была выпущена, так как тариф был увеличен, и в 1857 году в обращение поступила марка в 10 чентезимо. В 1859 году была выпущена новая марка с надписью «Tasso Gazette» («Газетная такса»). В том же году налог для газет был отменён.

### Холерные наклейки Реджио
В середине 1850-х годов, во время третьей холерной пандемии, территория современной Италии оказалась одним из наиболее пострадавших районов Европы. В связи с этим почтовая администрация Модены производила дезинфекцию всей прибывающей почты. В городе Реджио для отметки продезинфицированных писем выпустили особую наклейку, напоминающую почтовую марку. Наклейка была без зубцов с текстом «Uffizio di Disinfezone in Reggio» («Дезинфекционная служба Реджио») в фигурной рамке (существует несколько типов). Холерная наклейка встречается на письмах, отправленных в 1855 году.